# Vanil Noir
Pour les articles homonymes, voir Vanil.
Le Vanil Noir est un sommet des Préalpes fribourgeoises culminant à 2 389 mètres d'altitude, situé sur la frontière entre le canton de Fribourg et le canton de Vaud en Suisse. Il s'agit du plus haut sommet du canton de Fribourg.

## Toponymie

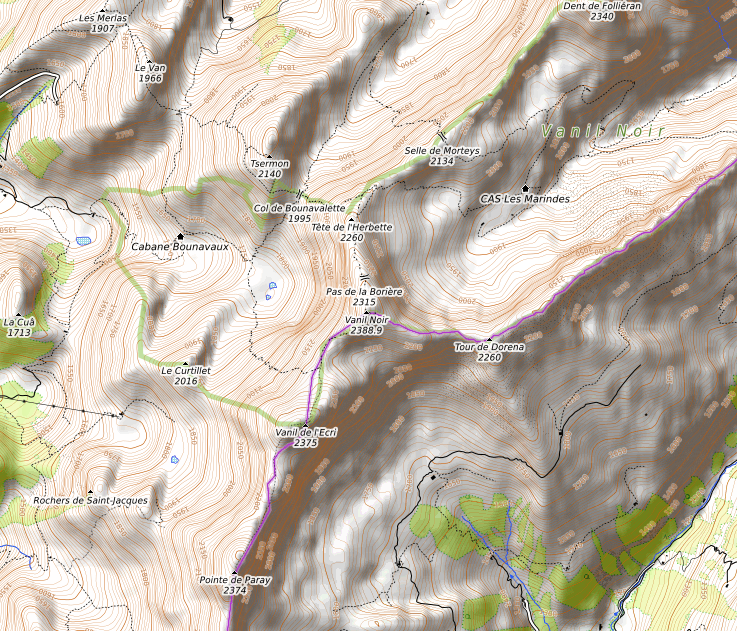
Carte topographique.

Le nom de ce sommet est d'origine arpitane, avec des racines gauloises. Le premier élément est un mot typique du dialecte fribourgeois de l'arpitan, vanél (signifiant « sommet »), lui-même issu du gaulois vanno (« sommet, pente rocheuse »). Il est présent dans de nombreux toponymes fribourgeois (Vanil Blanc, Vanil Carré, etc.) mais est presque inconnu en dehors du canton, où on préfère des mots comme sonjon, chavon, ou bèca. Le deuxième élément fait référence à la couleur du sommet, et permet de le distinguer des autres vanils.
En arpitan le nom du sommet est écrit Vanél-Nêr (selon l'orthographe stichienne) ou Vani Né (selon les codes graphiques françaises), et est prononcé dans les deux cas [ˈva.ni.ˌne] .

## Géographie
L'arête sud-ouest se prolonge vers le Vanil de l'Ecri (2 376 mètres) et la pointe de Paray (2 374 mètres).
Le versant fribourgeois du sommet est inclus dans le district franc fédéral du Vanil Noir tandis que le district franc fédéral les Bimis-Ciernes Picat occupe le versant vaudois, le tout étant englobé dans le parc naturel régional Gruyère Pays-d'Enhaut.